# La Somme de toutes les peurs (Stargate)
Pour les articles homonymes, voir La Somme de toutes les peurs (homonymie).
La Somme de toutes les peurs est le dix-septième épisode de la première saison de la série télévisée Stargate Universe.

## Résumé
Sur le Destinée, Vanessa James et Matthew Scott couchent ensemble puis Matthew décide de partir précipitamment. Vanessa James s'énerve et lui demande de choisir entre elle et Chloé. Ils se bagarrent, Matthew tombe à terre assommé par Vanessa avec une lampe. Cette dernière croit l'avoir tué. Le Dr Volker essaie d'entrer dans la salle de contrôle sans succès, Riley en sort finalement en ouvrant la porte et lui montre qu'il est possible de l'ouvrir par l'extérieur normalement. Le sergent Greer fait sa ronde et tombe sur Camile Wray en train d'utiliser une console dans la salle de la porte. N'ayant pas confiance, il lui demande ce qu'elle fait. Elle lui répond qu'elle met à jour les dossiers du personnel et que le colonel Young ainsi que le Dr Rush sont au courant puis elle quitte la salle.
Toujours enfermée dans ses quartiers, le lieutenant James regarde Scott mort au pied de son lit lorsqu'elle reçoit un appel radio du colonel Young lui demandant de venir pour l'inventaire des munitions. Volker marche dans un couloir, arrive devant un mur, se retourne et voit qu'il est enfermé dans une petite pièce sans portes. Il s'aperçoit que ce n'est qu'une hallucination lorsque le lieutenant Scott, le voyant agir bizarrement, l'interpelle et lui dit d'aller se reposer. À peine Volker parti, Scott a des visions de son fils.
Young parle à Rush et Wray à la suite du rapport de Greer. Wray dément être allée dans la salle de la porte des étoiles. Matthew continue de poursuivre son fils lorsqu'il tombe sur Chloé qui lui dit qu'elle n'a vu personne. Soudain un appel radio demande du secours : un soldat se blesse volontairement au bras car il croit avoir un serpent sous la peau. Plus tard, alors qu'il travaille, Rush croit être observé par Greer qui a toujours des soupçons sur une possible nouvelle mutinerie. Après s'être reposé, Volker se réveille mais se croit enfermé dans un étroit sarcophage de béton.
Ne trouvant pas le lieutenant James, Young va dans sa chambre où elle est en pleurs et dit qu'elle est désolée. Scott suit son fils et s'approche finalement de lui. Ce dernier lui demande pourquoi il l'a abandonné, quand Young appelle Scott à l'infirmerie.
TJ explique que James et l'autre militaire, Denning, ont eu des hallucinations. Scott dit qu'il en a aussi. Ils pensent avoir été contaminés, tout comme Volker, lors de leur dernière expédition sur une planète. Mais un des membres de l'équipe n'est pas atteint. Young décide par sécurité de mettre en quarantaine tout l'équipe d'exploration.
A l'infirmerie, TJ a découvert que Scott, James, Volker et Denning ont tous une tique à la base du crâne. Elle pense qu'elles injectent peut-être une toxine qui provoque les hallucinations et tente d'enlever celle de Scott. Mais celui-ci arrête de respirer. TJ et Young arrivent à le réanimer mais la tique s'est enfoncée plus profondément dans son crâne.
Chloé a des visions de son père; bien que sachant pertinemment qu'il s'agit d'une hallucination, elle discute longuement avec lui. Eli arrive et, intrigué par son comportement, lui demande des éclaircissements. Après qu'elle s'est expliquée, il lui suggère d'aller voir T.J., mais elle refuse, arguant qu'elle ne veut pas perdre son père une deuxième fois.
Greer surprend Rush et Wray qui discutent et se montre paranoïaque, pensant qu'ils complotent pour s'emparer du vaisseau. 
T.J. pense avoir trouvé une solution : anesthésier la tique avant de tenter de la retirer. Mais il s'avère que celle de Scott a disparu, ayant sans doute migré sur une autre personne.
Rush, qui se croit toujours traqué par Greer, s'imagine enfermé dans la salle de contrôle qui se remplit d'eau. Il voit également dans ses quartiers un alien bleu, puis plusieurs autres qui franchissent la porte.
Après une brève altercation avec Wray qui l'accuse d'avoir menti au commandant au sujet de sa présence en salle de contrôle, Greer pense que les civils veulent à nouveau s'emparer du vaisseau, il demande à Young la permission de les arrêter. Celui-ci refuse, mais Greer, tout à sa psychose, entend tout le contraire. Il part à la recherche de Rush, qui se trouve lui aussi en proie à une certaine frénésie : la voyant comme un alien bleu, il poignarde Wray avant de s'enfuir.
T.J. parvient à retirer la tique de James, puis celle de Chloé, qui se laisse faire sans conviction. Tout l'équipage est convoqué à l'infirmerie pour être dépisté, et une quarantaine est organisée pour isoler les personnels sains. Des patrouilles sont envoyées pour retrouver Greer, qui ne donne plus signe de vie. Il est vite retrouvé par Scott, enfermé avec Wray qu'il considère comme sa prisonnière, mais reste figé dans son délire paranoïaque. Il voit même son père, qui lui ordonne de tuer Wray.
Scott fait sauter la porte et sa patrouille de marines maîtrise Greer; cependant ils sont attaqués par un Rush fou furieux, qui est lui aussi stoppé et menotté.
Wray est soignée par T.J. et transportée à l'infirmerie. Les tiques sont éradiquées. La vie reprend son cours "normal"... Rush et Young discutent de la nouvelle planète se trouvant à portée, et lancent les préparatifs pour une exploration.

## Distribution
- Robert Carlyle : Dr. Nicholas Rush
- Justin Louis : Everett Young
- Brian J. Smith : Matthew Scott
- Elyse Levesque : Chloe Armstrong
- David Blue : Eli Wallace
- Alaina Huffman : Tamara Johansen
- Jamil Walker Smith : Ronald Greer
- Julia Anderson : Vanessa James
- Ming-Na : Camile Wray
- Jeffrey Bowyer-Chapman : Darren Becker
- Mark Burgess : Jeremy Franklin
- Patrick Gilmore : Dale Volker
- Peter Kelamis : Adam Brody
- Jennifer Spence : Lisa Park